# Compartimenteringsdam
Een compartimenteringsdam is een dam die een waterlichaam in twee delen opsplitst. Een compartimenteringsdam wordt aangelegd om bijv. de waterstanden in de verschillende onderdelen van het bekken apart te kunnen regelen. Een bijzondere toepassing van een compartimenteringsdam is een dam die aangelegd wordt om afsluitingen met meerdere getijgaten mogelijk te maken.

## Compartimenteringsdam als waterscheiding
Als de kwaliteit van water in bekkens te veel verschilt en dat ongewenst is, dan wordt soms een scheidingsdam gebouwd. Voorbeelden hiervan zijn:

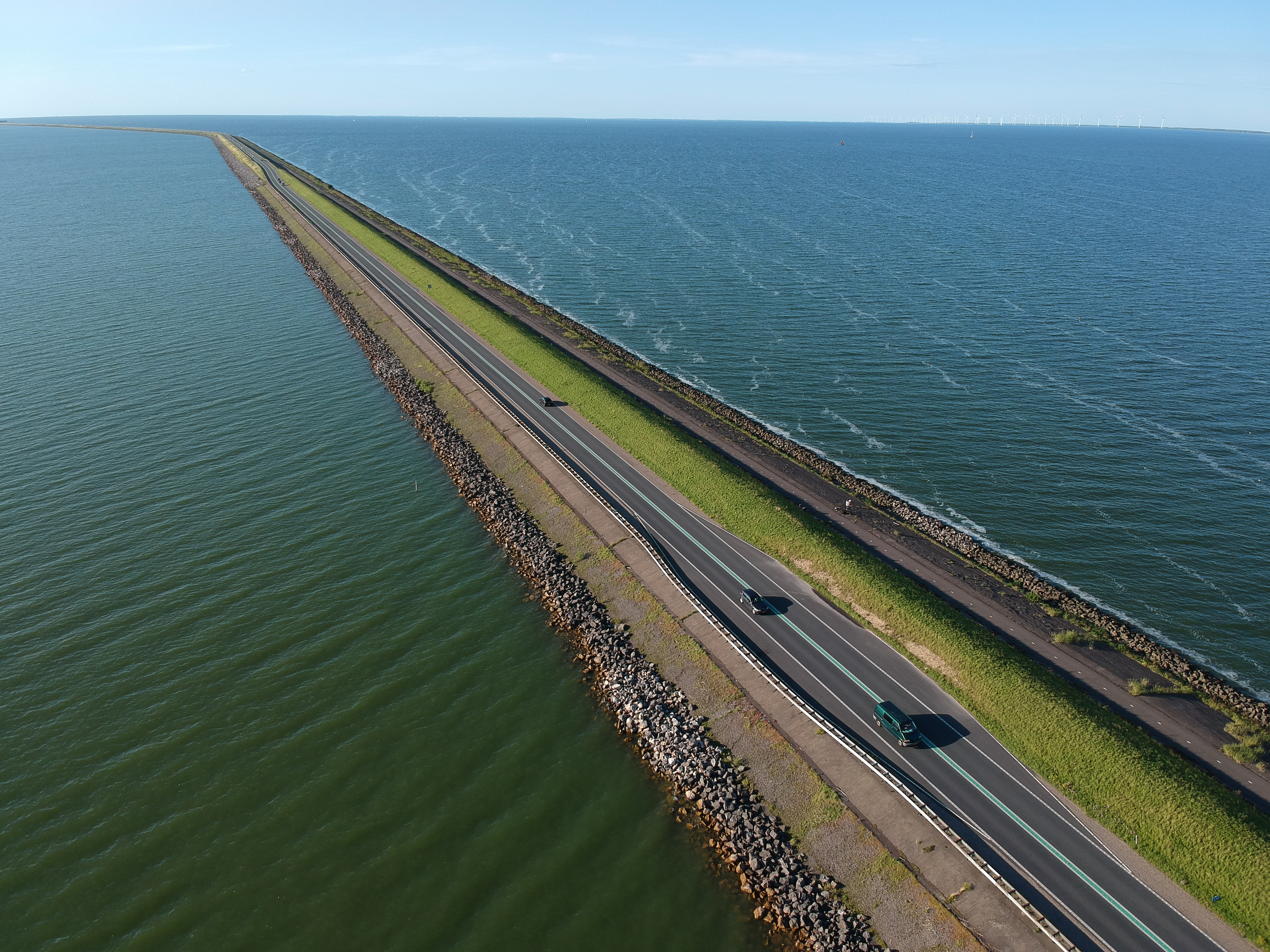
Houtribdijk

- Volkerakdam: aangelegd om te voorkomen dat zout water in het zoete Haringvliet zou stromen, maar ook om te voorkomen dat verontreinigd Rijnwater in het relatief schone Oosterscheldegebied zou komen.
- Houtribdijk: oorspronkelijk aangelegd als noordelijke dijk van de Markerwaard, maar nu gebruikt om de bekkens van Markermeer en IJsselmeer te scheiden; bovendien zorgt de Houtribdijk er voor dat de strijklengte bij bepaalde windrichtingen minder is, zodat zowel de golfgroei als de windopzet in het bekken minder worden.
- Oesterdam: aangelegd om een getijloze vaarweg van Antwerpen naar Rotterdam te realiseren, en bovendien om het getijdebekken van de Oosterschelde te verkleinen zodat het getijverschil bij Yerseke en Zierikzee voldoende groot bleef na aanleg van de Oosterscheldekering.

## Compartimenteringsdam als onderdeel van afsluitingswerken

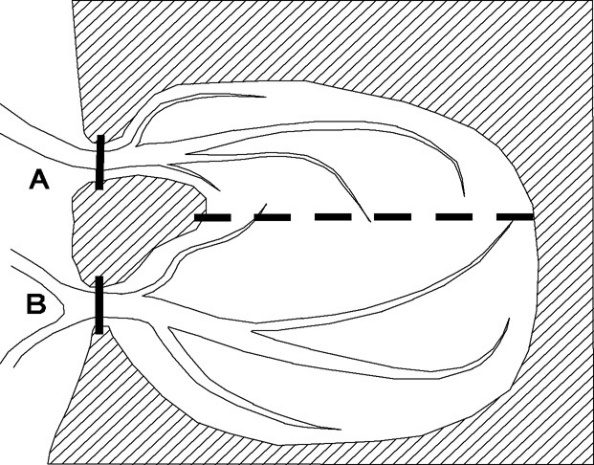
Noodzaak van een compartimenteringsdam

Als een afsluitdam in een getijgebied gemaakt moet worden, en er zijn meerdere verbindingen met de zee is het noodzakelijk om een compartimenteringsdam aan te leggen. Als in bijgaande situatie dam A aangelegd wordt en geen compartimenteringsdam (de stippellijn) dan moet het gehele bekken door zeegat B gevuld worden. Hierdoor neemt daar de stroomsnelheid aanzienlijk toe, zal de geul daar verbreden en verdiepen en wordt het sluiten van dat zeegat heel moeilijk, of wellicht zelfs onmogelijk. De aanleg van de compartimenteringsdam is niet erg moeilijk omdat deze gesitueerd is op een wantij. Hier varieert de waterstand wel door het getij, maar is er nauwelijks stroomsnelheid. De aanleg van de dam is daardoor simpel. Voorbeelden van dit soort compartimenteringsdammen:
- Volkerakdam: deze dam scheidt het Haringvlietbekken van het Volkerak.
- Grevelingendam: deze dam scheidt het Oosterscheldebekken van de Grevelingen.
- Zandkreekdam: deze dam scheidt het Oosterscheldebekken van het Veerse Meer.

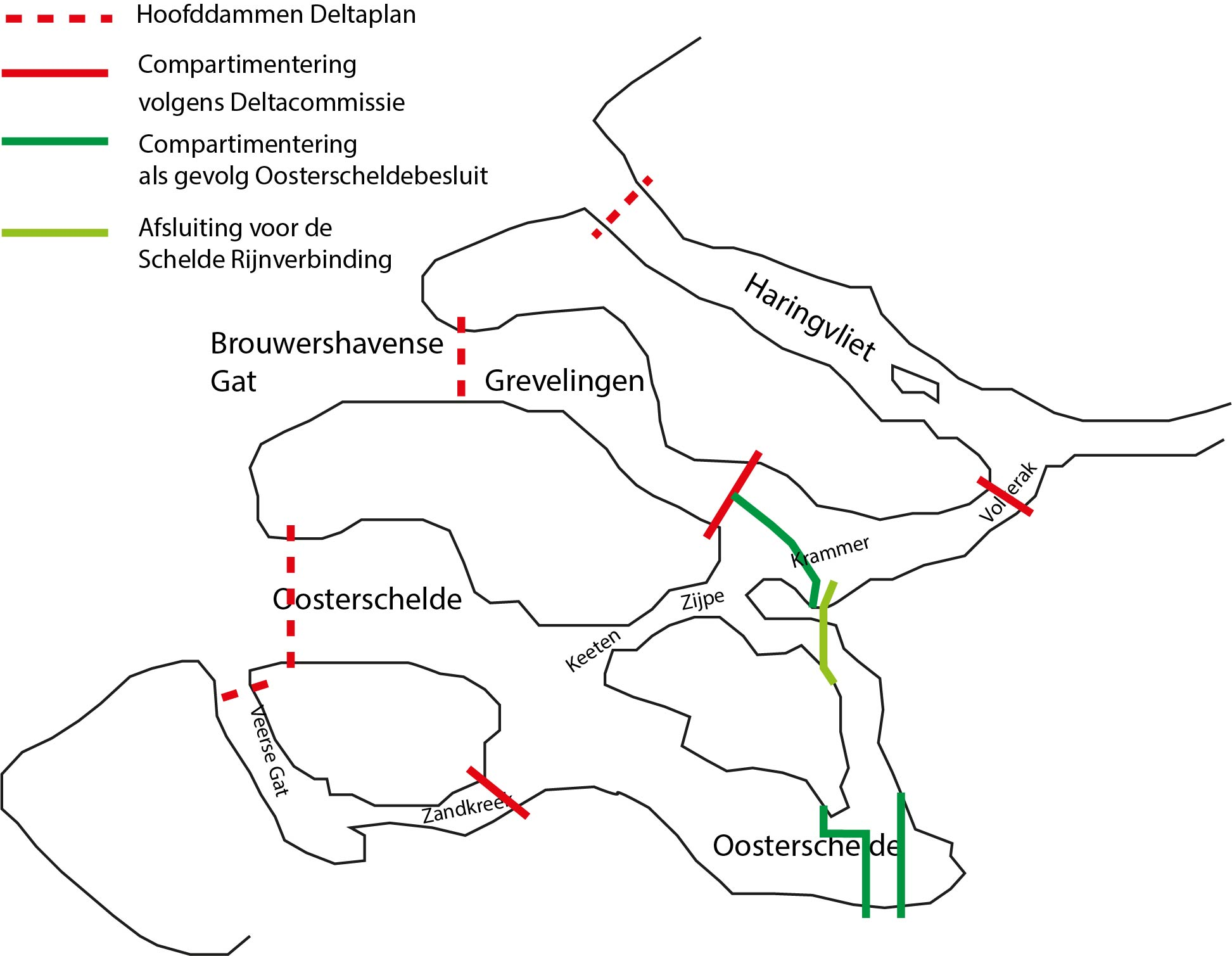
Plaats van de compartimenteringsdammen

De Deltacommissie noemt deze dammen overigens geen compartimenteringsdammen maar nevendammen. 
Na aanleg van deze dammen is het oorspronkelijke Deltaplan aangepast door geen dam in de mond van de Oosterschelde te bouwen, maar een stormvloedkering. Dit maakte dat de functie van deze beide dammen anders werd. De oorspronkelijke gedachte was om achter de Oosterscheldedam een groot zoetwaterbekken, het Zeeuwse Meer, te vormen dat de Oosterschelde, Krammer, Zijpe en Volkerak zou omvatten. Dit maakte een getijloze vaarweg van Antwerpen naar Rotterdam mogelijk met een sluizencomplex in de Volkerakdam (en bij de Kreekrakdam).
Doordat de Oosterschelde niet afgedamd werd (en omdat het besluit om daar een stormvloedkering te bouwen lang op zich liet wachten) is het Volkerak heel lang gevuld en geleegd via het Zijpe. Hierdoor is er veel langer dan bedoeld een grote stroomsnelheid in het Zijpe geweest wat aanleiding was voor nogal wat erosie in deze geul. Dit maakte aanvullende bestortingswerken daar nodig in de periode tot aan het gereedkomen van de Oosterscheldekering.